# Jüdischer Friedhof (Haselünne)
Der Jüdische Friedhof Haselünne befindet sich in der niedersächsischen Stadt Haselünne im Landkreis Emsland.

## Beschreibung
Der Friedhof „An der Lähdener Straße“, etwa 1 km nordöstlich der Stadt an der Straße nach Lähden gelegen, wurde angelegt, nachdem der alte Friedhof unterhalb des Stadtwalls am Ufer der Hase im Jahr 1846 geschlossen worden war. Auf dem 1989 m² großen Friedhof, der 1957, 1976 und 2001 instand gesetzt wurde, befinden sich 18 Grabsteine. Seit 1960 befindet er sich im Besitz des Landesverbandes der Jüdischen Gemeinden von Niedersachsen. Im Jahr 2001 wurde auf dem Gelände ein Gedenkstein errichtet.